# Zespół Filmowy „Plan”
Zespół Filmowy „Plan” – polskie studio produkcji filmów, istniało w latach 1968–1972.
Studio zostało założone 15 czerwca 1968 roku. Kierownikiem artystycznym był Ryszard Kosiński, zaś kierownikiem literackim Stanisław Zieliński.
Wytwórnia zrealizowała takie obrazy, jak: Zapalniczka (1970, reż. Krzysztof Szmagier), Przystań (1970, reż. Paweł Komorowski), Przygody psa Cywila (1968–1970, reż. Krzysztof Szmagier), Prom (1970, reż. Jerzy Afanasjew), Południk zero (1970, reż. Waldemar Podgórski), Pejzaż z bohaterem (1970, reż. Włodzimierz Haupe), Książę sezonu (1970, reż. Witold Orzechowski), Hydrozagadka (1970, reż. Andrzej Kondratiuk), Cicha noc, święta noc (1970, reż. Marek Piestrak), Album polski (1970, reż. Jan Rybkowski), Seksolatki (1971, reż. Zygmunt Hübner), Nie lubię poniedziałku (1971, reż. Tadeusz Chmielewski), Meta (1971, reż. Antoni Krauze), Kocie ślady (1971, reż. Paweł Komorowski), Jak daleko stąd, jak blisko (1971, reż. Tadeusz Konwicki), Gonitwa (1971, reż. Zygmunt Hübner), Brylanty pani Zuzy (1971, reż. Paweł Komorowski).